# Joița Tănase
Joița Tănase (n. 1 ianuarie 1948, Ceptura, România) a fost între 2001 și 2003 procuror șef al Parchetului de pe lângă Curtea Supremă de Justiție, devenită ulterior Înalta Curte de Casație și Justiție. I-a urmat în funcție lui Mircea Criste. În anul 2003 a fost trimis de ministrul de externe Mircea Geoană în postul de consul general al României la Strasbourg, unde a activat până în 2005. În februarie 2006 Consiliul Superior al Magistraturii i-a aprobat cererea de pensionare din funcția de procuror la Parchetul ÎCCJ.

## Activitate
Pe parcursul celor doi ani și jumătate cât a deținut mandatul de procuror general, a luat o serie de decizii care au stârnit reacții publice, între care se numără recursurile în anulare în urma cărora au fost puși în libertate Victor Atanasie Stănculescu și Mihai Chițac, condamnați anterior la închisoare pentru reprimarea sângeroasă a manifestațiilor anticomuniste de la Timișoara din decembrie 1989.